# Nurachi
Nurachi is een gemeente in de Italiaanse provincie Oristano (regio Sardinië) en telt 1671 inwoners (31-12-2004). De oppervlakte bedraagt 15,9 km², de bevolkingsdichtheid is 105 inwoners per km².

## Demografie
Nurachi telt ongeveer 620 huishoudens. Het aantal inwoners steeg in de periode 1991-2001 met 5,6% volgens cijfers uit de tienjaarlijkse volkstellingen van ISTAT.
| Jaar | Inwoneraantal |
| ---- | ------------- |
| 1991 | 1533          |
| 2001 | 1619          |

## Geografie
Nurachi grenst aan de volgende gemeenten: Baratili San Pietro, Cabras, Oristano, Riola Sardo.